# Maggiolina
 (août 2025).
La Maggiolina est un quartier résidentiel de la ville italienne de Milan, appartenant à la municipalité 2 et au NIL no 12 « Maciachini - Maggiolina ».
Bien que son nom, qui appartenait à une ferme disparue depuis, désignait à l'origine un quartier résidentiel situé à l'ouest de la via Melchiorre Gioia et presque entièrement au sud du périphérique extérieur, avec le temps, il en est venu à désigner une zone plus étendue et aux contours nettement flous, finissant par recouvrir le Villaggio dei Giornalisti voisin (construit à partir de 1911) et à englober également le quartier Mirabello (1939).

## Histoire
Le quartier tire son nom d'une ancienne ferme démolie en 1920 qui se trouvait le long du cours du Seveso, à l'est de l'actuelle ligne ferroviaire Milan-Monza, approximativement à l'emplacement de l'actuelle via della Maggiolina. L'origine du nom de la ferme, déjà attesté au XVIe siècle, est incertaine : selon certains, il dériverait de la famille Maggiolini, anciens propriétaires de la ferme, des soieries venus à cette époque en Lombardie depuis Florence ; pour d'autres, il proviendrait du terme dialectal magiòster, qui signifie « fraises ».

## Architecture

### Oratoire des Saints Carlo et Vitale alle Abbadesse
Non loin de la Maggiolina, à l'ouest du jardin Gregor Mendel, se trouve l'oratoire des Saints Carlo et Vitale alle Abbadesse, datant du XVIIe siècle. La petite église abrite quelques fresques de Pietro Maggi, qui lui valent en 1911 d'être classée monument historique par la Surintendance, après une période d'abandon.